# 長町-利府線
長町-利府線（ながまちりふせん）は、宮城県の利府町から仙台市までのびる断層である。長町-利府断層（ながまちりふだんそう）ともいう。総延長約17キロメートル。
狭義の仙台平野（あるいは広義の仙台平野のうち、仙台市を含む仙南平野）の西の縁にあり、北東から南西に、仙台の市街地を横切る。その北西側が持ち上がる逆断層（衝上断層）である。中新世と第四紀に活動が認められ、将来も動く可能性がある活断層である。大年寺断層など並行する断層をあわせて、長町-利府線断層帯としてまとめられる。

## 位置
北東端は松島丘陵の中、松島湾の近くである。南西端は仙台市南部の名取川左岸だが、川までは達しない。線の南東側は、海岸まで続く低地である。
仙台市域では北西側が帯状に褶曲・隆起しており、宮城野褶曲線という。断層自体は沖積層に埋もれていて地上に露頭はないが、榴ヶ岡と大年寺山の南東の麓を結ぶ線が仙台市域での長町-利府線の地上部延長である。これは、市街中心部が乗る河成段丘が、一段低い沖積平野と接する線でもある。断層は北西側へ斜めに潜り込んでいるので、地形上の線からやや北西が断層の直上にあたる。

## 形成史
長町-利府線は、異なる時期に逆方向で動いたと考えられている。数百万年前、日本海拡大が終わる頃に引っ張りに対応する正断層として動き、数十万年前からは圧縮に対する逆断層になり、現在まで継続的に動いている。同様の反転は東北地方に例が多い。

### 中新世の活動
長町―利府線の北の部分、松島丘陵では、北西側が新しい中部中新統、南西側が古い下部中新統や三畳系で接している。新生代第三紀の中新世初めに、北西側が低くなるような正断層として動いたと考えられる。

### 第四紀の活動
次の活動は鮮新世より後、第四紀になってからである。後述する変位量からの逆算では約45万年前と推定される。このときは、北西側と南東側から圧縮がかけられ、過去と反対方向に、北西側がもち上がる衝上断層・逆断層として動いた。
仙台市には、古い順に青葉山丘陵、台ノ原段丘、上町段丘、中町段丘、下町段丘という河岸段丘が発達している。これら段丘の形成と同時進行で、長町-利府線にそってその北西側の地層が幅1km弱、長さ10kmにわたって隆起した。榴ヶ岡、大年寺山、緑が丘北半部、三神峯はこの隆起の産物である。最大垂直変位量は82メートル以上と見積もられる。年平均では0.8mmである。

### 歴史的地震との関係
地層の観察からは、断層が動いた（すなわちこの断層によって地震がおきた）最新の時期は、紀元前380年から紀元前200年より後、と推定される。
1736年に仙台で起きた地震について、この断層の活動の可能性が指摘される。